# Austin Stevens
Austin James Stevens (geboren 19 mei 1950) is een Zuid-Afrikaanse herpetoloog en natuurfotograaf, het meest bekend als presentator van een documentairereeks over slangen. Austin is ook auteur van twee boeken.